# 蝙蝠侠 (1966年电影)
《蝙蝠侠》（英語：Batman），也被命名为《蝙蝠侠：电影》（Batman: The Movie），是一部1966年的基于《蝙蝠俠》电视连续剧而拍摄的一部真人电影，也是第一部完整改编自DC漫画人物蝙蝠侠的戏剧电影。由20世纪福克斯电影公司发布，电影由亚当·韦斯特饰演蝙蝠侠，伯特·沃德饰演罗宾。这部电影包含了大多数原TV剧中的成员阵容，除了改由知名的演员李·麥瑞威瑟饰演猫女一角。

## 演員

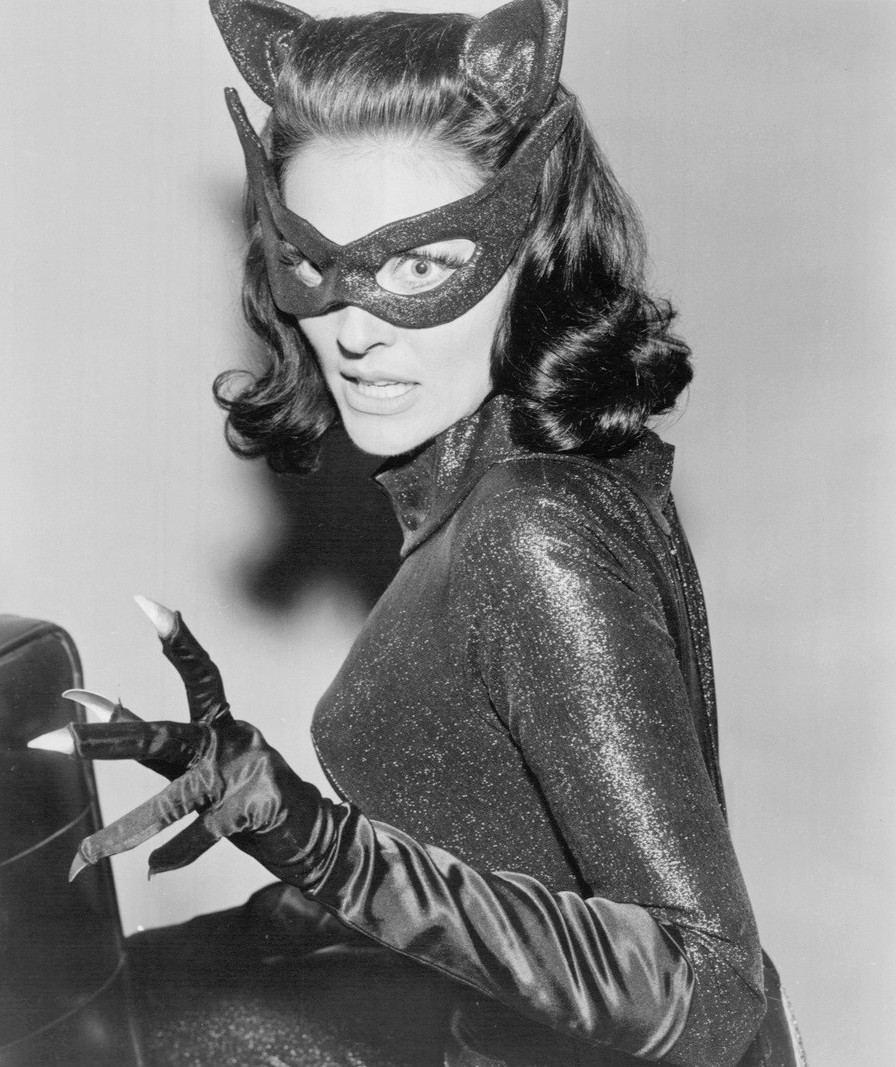
圖為李·麥瑞威瑟在電影中飾演的貓女，取代了電視劇前兩季中飾演貓女的茱莉·紐瑪。

- 亞當·韋斯特 飾 「蝙蝠俠」布魯斯·韋恩
- 伯特·沃德 飾 「羅賓」迪克·格雷森
- 李·麥瑞威瑟（英语：Lee Meriwether） 飾 貓女
- 愷撒·羅摩洛 飾 小丑
- 布吉斯·梅迪斯 飾 企鵝人
- 弗蘭克·喬辛（英语：Frank Gorshin） 飾 謎語人
- 艾倫·奈皮爾（英语：Alan Napier） 飾 阿福·潘尼沃斯
- 尼爾·漢密爾頓（英语：Neil Hamilton (actor)） 飾 詹姆斯·高登

### 引用
1. ↑  Solomon, Aubrey. Twentieth Century Fox: A Corporate and Financial History (The Scarecrow Filmmakers Series). Lanham, Maryland: Scarecrow Press, 1989. ISBN 978-0-8108-4244-1. p254
2. ↑  "Big Rental Pictures of 1966", Variety, 4 January 1967 p 8